# 云杉酒店
云杉酒店（英文：Picea Hotel），原名云杉国宾酒店，是一家位于天津市宝坻区的四星级酒店，建于2014年，2016年进行翻新装修，建筑面积60000平方米，其中地上建筑面积3.4万平方米，地下建筑面积2.6万平方米，地上12层，地下1层。